# وینا
وینا (به سانسکریت: वीणा) انواعی از سازهای زهی است که در شبه قاره هند رواج دارد. این آلات موسیقی باستانی به انواع متأخرتری مانند لوت‌ها، زیترها و چنگ‌های قوسی تبدیل شدند. بسیاری از سازهای وینا در منطقه‌های گوناگون هندوستان نام‌های مختلفی دارند، مانند رودرا وینا، ساراسواتی وینا، ویچیترا ونا و غیره.
رودرا وینا که در شمال هند و در موسیقی کلاسیک هندوستانی استفاده می‌شود، به شکل زیتر چوبی است، حدود ۳٫۵ تا ۴ فوت (۱ تا ۱٫۲ متر) طول دارد و بدنه‌ای توخالی و دو غوره بزرگ طنین‌انداز در زیر هر انتهایش دارد. دارای چهار سیم اصلی که ملودیک هستند و سه سیم وزوزی کمکی است. برای نواختن، نوازنده سیم‌های ملودی را به سمت پایین می‌چسبند، در حالی که سیم‌های کمکی را با انگشت کوچک دست نوازنده می‌زنند. نوازنده در صورت تمایل، با انگشتان دست آزاد، سیم‌های طنین انداز را نگه می‌دارد. در دوره مدرن، سی‌تار در اجراهای شمال هند به‌طور کلی جایگزین وینا شده‌است.
وینای سرسواتی در جنوب هند که در موسیقی کلاسیک کارناتیک استفاده می‌شود، یک نوع لوت است. لوت گلابی شکلی با گردن دراز، اما به جای کدوی پایینی که در طرح هند شمالی بود، یک قطعه چوبی گلابی شکل دارد. با این حال، آن نیز دارای ۲۴ فرت، چهار سیم ملودی و سه سیم وزوزی است و به‌طور مشابه نواخته می‌شود. این ساز همچنان یک ساز زهی مهم و محبوب در موسیقی کلاسیک کارناتیک است.  
به‌عنوان یک لوت، وینا می‌تواند زیر و بم‌هایی در محدوده کامل سه اکتاو اجرا کند. طراحی گردن دراز و توخالی این سازهای هندی باعث می‌شود جلوه‌های پورتامنتو و تزئینات لگاتو که در راگاهای هندی یافت شود.  این یک ساز محبوب در موسیقی سنتی هند بوده‌است و در فرهنگ هندی با گنجاندن آن در نمادنگاری سرسواتی، الهه هنر و دانش هندو، مورد احترام قرار گرفته‌است. 